# Hoàng Lê nhất thống chí
Hoàng Lê nhất thống chí (chữ Hán: 皇黎一統志), hay An Nam nhất thống chí (chữ Hán: 安南一統志), hay Lê quý ngoại sử (chữ Hán: 黎季外史) là cuốn tiểu thuyết văn xuôi viết bằng chữ Hán, nằm trong bộ Ngô gia văn phái tùng thư của các tác giả thuộc dòng họ Ngô Thì ở làng Tả Thanh Oai, huyện Thanh Oai, Hà Nội.

## Tác giả
Đây là một cuốn tiểu thuyết lịch sử viết theo lối chương hồi, ghi chép về sự thống nhất vương triều nhà Lê vào thời điểm Tây Sơn diệt Trịnh trả lại Bắc Hà cho Vua Lê đến khi Nguyễn Ánh đánh bại Tây Sơn, thống nhất cả nước. Đây là tác phẩm viết theo thể chí – một lối văn ghi chép sự vật, sự việc, do một số tác giả kế tục nhau viết, trong những thời điểm khác nhau. Được sáng tác trong khoảng thời gian dài từ cuối Triều Lê sang đầu Triều Nguyễn (cuối thế kỉ XVIII, đầu thế kỉ XIX). Toàn bộ tác phẩm gồm có 17 hồi.
Bảy hồi đầu tiên là phần chính biên do Ngô Thì Chí viết, mười hồi tiếp theo là phần tục biên, trong đó có 7 hồi được cho là Ngô Thì Du viết, còn 3 hồi cuối cùng viết có tính chất chắp vá, lại có cả những sự việc thời Tự Đức, tương truyền do Ngô Thì Thuyết (có người đọc là Thiến), còn các nhà nghiên cứu cho là có thể của một tác giả vô danh khác.

## Văn bản
Hiện nay bản gốc chữ Hán không còn, và cũng chưa được khắc in. Người ta sưu tầm được tất cả 12 dị bản Hoàng Lê nhất thống chí bằng chữ Hán dạng viết tay:
- 6 bản của Thư viện Viện Nghiên cứu Hán Nôm, mang các ký hiệu:

- A. 22/1- 2 (tiêu đề Hoàng Lê nhất thống chí. Học Tống Công trứ, Trưng Phủ Công tục);
- A. 883 (in ảnh trên giấy tây, tiêu đề Lê quý ngoại sử. Sơn Nam Thành Oanh huyện Tả Thanh Oai Thiêm thư Ngô Thì Thuyến soạn, Long phi Kỷ Hợi niên (1899) hạ lục nguyệt thập ngũ nhật. Hàn lâm viện Thị độc sung Bắc kỳ Thống sứ phủ thực thụ đệ ngũ hạng Lục sự Nguyễn Hữu Thường phụng lục);
- Vhv. 1542/1-2(tiêu đề An Nam nhất thống chí, bản này cùng loại với bản do Nguyễn Hữu Thường chép); Vhv. 1296 (tiêu đề Hoàng Lê nhất thống chí); Vhv. 1534/- 2 (tiêu đề Hoàng Lê nhất thống chí, có dấu ấn của Hoàng Xuân Hãn);
- Vhv. 1534/b (tiêu đề Hoàng Lê nhất thống chí. Chỉ có 8 hồi đầu, hồi thứ 8 đang chép dở), một bản của Thư viện Quốc gia Hà Nội (tiêu đề An Nam nhất thống chí, chỉ có 7 hồi đầu);

- 4 bản của Thư viện Hiệp hội châu Á Paris, mang các ký hiệu:

- HM. 2224(7) (tiêu đề An nam nhất thống chí, chép từ sách Ngô gia văn phái. Tập 7. Quyển 19-20, phần Học Tống Công di thảo);
- HM. 2134 (tiêu đề Hoàng Lê nhất thống chí Học Tống Công trứ, Trương Phủ Công tục: bản này chép từ bản A.22 của Viện Nghiên cứu Hán Nôm);
- Ms. b.21 (tiêu đề Hoàng Lê nhất thống chí Gia Long tam niên Giáp Tý (1804) quý đông sóc, Lê Cảnh Hưng Quý Mùi khoa Tiến sĩ Tả Thanh Oai nhân Ngô Thì Nhậm biên tập (tiêu đề An Nam nhất thống chí, Thiêm thư binh chương Học Tốn Công di thảo; đây là sách của Fonds Demiéville).

## Nội dung
Tác phẩm được viết dưới dạng chương hồi, gồm 17 hồi. Tác phẩm chủ yếu phản ánh cuộc tranh chấp quyền lực giữa các tập đoàn phong kiến thời Lê mạt và phong trào Tây Sơn.
Tác phẩm miêu tả khoảng hơn 30 năm cuối thế kỷ 18, từ khi Trịnh Sâm lên ngôi chúa (1767) đến lúc Nguyễn Ánh lên ngôi vua (1802). Đây chính là giai đoạn rất nhiều biến động trong lịch sử Việt Nam, cả cơ cấu xã hội phong kiến cùng những hình thái ý thức, tư tưởng, đạo đức... hầu như bị đảo lộn và lay chuyển tận gốc.

## Các nhân vật chính
| - Trịnh Sâm - Đặng Thị Huệ - Hoàng Đình Bảo - Trịnh Khải - Nguyễn Hữu Chỉnh | - Nguyễn Nhạc - Nguyễn Huệ - Lê Ngọc Hân - Lê Chiêu Thống - Ngô Thì Nhậm | - Lê Hiển Tông - Tôn Sĩ Nghị - Hoàng Phùng Cơ - Vũ Văn Nhậm - Dương Trọng Tế |

## Giá trị
Hoàng Lê nhất thống chí là tác phẩm văn xuôi đầu tiên có quy mô lớn của một bộ sử thi. Tác phẩm có giá trị cả về mặt văn học và sử học.

### Sử học
Đây là tác phẩm văn học có một số tình tiết hư cấu, tuy nhiên tác giả là người đương thời nên đã mô tả khá sinh động về những biến động trong xã hội phong kiến cuối thế kỷ 18. Những nhân vật thuộc tầng lớp trên của xã hội phong kiến không còn là những thần tượng thiêng liêng, tôn quý mà là hiện hữu của sự suy bại. Trong triều đình, vua không ra vua, phủ liêu, chúa không ra chúa. Vua Cảnh Hưng cam chịu sống bạc nhược, Trịnh Tông trở thành con rối của đám kiêu binh; Lê Chiêu Thống bị nhân dân căm ghét vì bán nước và luồn cúi trước tướng Tôn Sĩ Nghị nhà Thanh; hình ảnh giám quốc Lê Duy Cận được mô tả là "bị thịt trong túi da".
Ngoài triều, quan lại, tướng tá nhiều người tráo trở bất lương, không còn giữ đạo vua tôi. Mai Doãn Khuê vừa bày mưu cho kiêu binh xong lại đi tố cáo, Nguyễn Cảnh Thước công khai đòi tiền mãi lộ và lột áo bào của vua Chiêu Thống trên đường chạy trốn.
Hoàng Lê nhất thống chí còn phản ánh phần nào cuộc sống của nhân dân thời Lê mạt: cuộc sống không có trật tự, không an toàn, không ấm no trước nạn binh hỏa và nạn đói.
Một phần lớn nội dung tác phẩm phản ánh khá đậm nét về nhà Tây Sơn. Dù đứng trên lập trường ủng hộ nhà Hậu Lê đối lập, các tác giả dành nhiều sự trang trọng đối với lực lượng Tây Sơn mà tiêu biểu là Nguyễn Huệ. Ông được mô tả là một "anh hùng hào kiệt", "dũng mãnh và có tài cầm quân". Trận Ngọc Hồi – Đống Đa đánh đuổi quân Thanh cũng được tác phẩm phản ánh khá chi tiết.

### Văn học
Hoàng Lê nhất thống chí là tác phẩm tự sự lịch sử. Trên thực tế, tác phẩm không giữ nguyên thi pháp cổ điển của thể loại như mô tả ngoại hình nhân vật theo lối tượng trưng, ước lệ, mà có những đặc điểm được các nhà nghiên cứu đánh giá là đậm sắc thái của Việt Nam.
Ngôn ngữ trong tác phẩm là ngôn ngữ động, mang phong cách lối nói dân gian giàu hình tượng, đôi khi có khoa trương, phóng đại hài hước, không bị gò bó theo khuôn của Hán học, vì vậy nội dung có sức hấp dẫn đặc biệt. Các nhà nghiên cứu đánh giá rất cao giá trị nghệ thuật của đoạn đối thoại giữa Nguyễn Hữu Chỉnh và người em rể.
Thành công lớn nhất của tiểu thuyết này là xây dựng được những nhân vật điển hình đa dạng, vừa khái quát vừa sâu sắc. Nhân vật lịch sử có đời sống nội tâm phức tạp và số phận cụ thể trong tổng hòa các mối quan hệ xã hội.

## Dịch thuật
Sách đã được dịch và xuất bản nhiều lần. Theo trình tự thời gian có: bản dịch của Cát Thành 1912, Ngô Tất Tố 1942 (tái bản 1958), bản dịch của Nguyễn Đăng Tấn – Nguyễn Công Liên xuất bản năm 1950 dưới tiêu đề Hậu Lê thống chí, bản dịch của Nguyễn Đức Vân và Kiều Thu Hoạch xuất bản năm 1964, tái bản vào năm 1970; 1984; 1987 và được nhà xuất bản Giáo dục xuất bản nhưng ở thể chọn lọc dùng trong nhà trường. Tuy nhiên, những bản dịch trên đều không trung thành với nguyên tác, nếu không kể đến bản dịch của nhóm Nguyễn Đức Vân và Kiều Thu Hoạch.
Bản dịch của Ngô Tất Tố có lời văn lưu loát được nhiều người thưởng thức, nhưng chỉ là bản dịch thoát, một số câu hoặc đoạn bị bỏ hẳn không dịch. Ngoài việc thêm bớt, sửa chữa văn từ, dịch giả còn bố cục lại tác phẩm, chia từ 17 hồi thành 21 chương, làm cho tác phẩm giống một bản phóng tác.
Nhóm Nguyễn Đức Vân và Kiều Thu Hoạch đã dịch lại tác phẩm trong những năm 1960 trên tinh thần trung thành với nguyên tác. Bản dịch Hoàng Lê nhất thống chí được xuất bản năm 1964, sau đó tái bản lần 2 năm 1970, lần 3 năm 1984 và lần 4 năm 1987. Hiện tại bản dịch này cũng là bản dịch cho văn bản cùng tên in trong sách giáo khoa Ngữ Văn 9 của chương trình giáo dục trung học cơ sở hiện hành.